# Lithostege senata
Lithostege senata är en fjärilsart som beskrevs av Hugo Theodor Christoph 1887. Lithostege senata ingår i släktet Lithostege och familjen mätare. Inga underarter finns listade i Catalogue of Life.